# Bahar (kvinnonamn)
Bahar (persiska: بهار) är ett persiskt kvinnonamn som betyder "vår".